# Pyrrhura amazonum
El perico santarém (Pyrrhura amazonum) es una especie de loro de la familia Psittacidae. Se encuentra en la parte oriental y central del sur de la cuenca del río Amazonas, muy cerca de su margen norte. Es parte de esta especie el perico madeira (P. amazonum snethlageae), también conocido como el conure madeira, que a veces se considera una especie aparte.

## Descripción
Su longitud total es de aproximadamente 22 cm. (8 ½ pulgadas). Como otros miembros del complejo género del Pyrrhura picta, que es un perico de cola larga, principalmente verde con vientre, rabadilla, y punta de la cola color rojo oscuro (toda la cola de color rojo oscuro desde abajo), una mancha blanquecina o de color ante opaco en los oídos y rémiges de color azul. Las mejillas y la región ocular son de color marrón oscuro. La subespecie nominal (P. a amazonum.) tiene una banda estrecha color azul en la frente y la una escala pálida de color gris en el pecho. Las subespecies restantes, P. a. snethlageae y P. a. lucida, tienen poco o nada de azul en la corona y sus pechos son, sólo para el complejo P. picta, generalmente pálidos y con puntos de marrón oscuro. El P. a. lucida es ligeramente más pequeño y más pálido que el P. a. snethlageae. Algunos P. a. snethlageae tienen un color amarillento en el anillo ocular (la base de esta variación se desconoce), pero es más comúnmente de color gris oscuro como en el resto de subespecies. Todas las subespecies tienen patas grisáceas oscuras.

## Hábitat y comportamiento
Está limitado a Brasil y Bolivia. Se encuentra en los bosques tropicales húmedos de tierras bajas y hábitats adyacentes. Es social y por lo general se ve en parejas o en grupos. Se alimenta de frutos, semillas y flores. Coloca el nido en cavidades de un árbol. Es bastante común en la mayoría de su distribución y ahova en varias áreas protegidas, por ejemplo, el P. a. amazonum ahova en el parque nacional de la Amazonia, Pará y Brasil, mientras que el P. a. lucida ahova en el Parque Estado Cristalino, Mato Grosso y Brasil.

## Taxonomía
Ha sido tradicionalmente considerado como una subespecie del perico pintado. Al revisar este grupo, Joseph (2002) descubrió que una población no descrita existía en el centro de Brasil (más tarde fue encontrada también en el noreste de Bolivia). Fue descrito como Pyrrhura snethlageae (Joseph y Blake, 2002). No se encontraron diferencias de diagnóstico entre los taxones amazonum y microtera; por lo tanto, se recomienda que este último debe ser considerado una sinonimia junior del primero. Al igual que con la mayoría de otros taxones del complejo Pyrrhura picta, se recomendó que amazonum debe ser reconocido como una especie monotípica, P. amazonum, en lugar de una subespecie de P. picta. Ribas et al. (2006) confirmado por el ADNmt que el P. amazonum debe ser considerada una especie separada del P. picta (de lo contrario, P. picta sería parafilético), pero también mostró que snethlageae estaba muy cerca, y podría decirse mejor considerado como una subespecie de la P. amazonum (como ya se esperaba, debido a un número de muestras intermedias que sugieren la producción de híbridos). En consecuencia, la SACC votó a favor de reconocer el P. amazonum como una especie con snethlageae como una subespecie. Arndt (2008) describió recientemente un nuevo taxón del complejo lucida, como una subespecie de P. snethlageae, pero bajo la taxonomía utilizada aquí, se convierte en una subespecie de P. amazonum. La situación taxonómica en relación con el Perico de Bonaparte aún no está clara.